# Mikhail Elgin
Mikhail Elgin, né le 14 octobre 1981 à Saint-Pétersbourg, est un joueur de tennis professionnel russe, spécialiste du double.

## Carrière tennistique
Spécialiste du double, il a remporté 35 tournois Challenger. Sa carrière en simple est toutefois moins fournie mais il a néanmoins remporté trois tournois Challenger : New Delhi en 2007, Saransk et Samarcande en 2008.
Professionnel depuis 1998, il joue surtout dans les tournois Future et Satellites jusqu'en 2007. Il s'est concentré sur le double depuis 2006. Il a été un partenaire régulier d'Alexander Kudryavtsev entre 2008 et 2011. Ils ont notamment remporté ensemble les Challengers d'Astana en 2008, de Penza en 2009, d'Ortisei en 2010, de Guangzhou, de Pingguo, de Pozoblanco, de Samarcande et de Karchi en 2011. Ils ont aussi atteint 6 finales dont le tournoi de Saint-Pétersbourg en 2011.
Il remporte son premier tournoi sur le circuit ATP en double à l'occasion du tournoi de Moscou en 2013, associé à Denis Istomin.

## Palmarès

### Titre en double messieurs
| No | Date       | Nom et lieu du tournoi | Catégorie | Dotation  | Surface    | Partenaire    | Finalistes               | Score             |          |
| -- | ---------- | ---------------------- | --------- | --------- | ---------- | ------------- | ------------------------ | ----------------- | -------- |
| 1  | 14-10-2013 | Kremlin Cup Moscou     | ATP 250   | 746 750 $ | Dur (int.) | Denis Istomin | Ken Skupski Neal Skupski | 6-2, 1-6, [14-12] | Parcours |

### Finales en double messieurs
| No | Date       | Nom et lieu du tournoi                                   | Catégorie | Dotation  | Surface    | Vainqueurs                    | Partenaire            | Score             |          |
| -- | ---------- | -------------------------------------------------------- | --------- | --------- | ---------- | ----------------------------- | --------------------- | ----------------- | -------- |
| 1  | 24-10-2011 | St. Petersburg Open Saint-Pétersbourg                    | ATP 250   | 663 750 $ | Dur (int.) | Colin Fleming Ross Hutchins   | Alexander Kudryavtsev | 6-3, 65-7, [10-8] | Parcours |
| 2  | 17-02-2014 | Delray Beach Open by The Venetian Las Vegas Delray Beach | ATP 250   | 474 005 $ | Dur (ext.) | Bob Bryan Mike Bryan          | František Čermák      | 6-2, 6-3          | Parcours |
| 3  | 06-02-2017 | Garanti Koza Sofia Open Sofia                            | ATP 250   | 482 060 € | Dur (int.) | Viktor Troicki Nenad Zimonjić | Andrey Kuznetsov      | 6-4, 6-4          | Parcours |

## Parcours dans les tournois duGrand Chelem

### En simple
N'a jamais participé à un tableau final.

### En double
| Année | Open d'Australie              | Open d'Australie               | Internationaux de France    | Internationaux de France  | Wimbledon                      | Wimbledon                   | US Open                     | US Open                      |
| ----- | ----------------------------- | ------------------------------ | --------------------------- | ------------------------- | ------------------------------ | --------------------------- | --------------------------- | ---------------------------- |
| 2008  | —                             | —                              | —                           | —                         | 1er tour (1/32) A. Kudryavtsev | M. Melo André Sá            | —                           | —                            |
| 2009  | —                             | —                              | —                           | —                         | —                              | —                           | —                           | —                            |
| 2010  | —                             | —                              | —                           | —                         | —                              | —                           | —                           | —                            |
| 2011  | —                             | —                              | —                           | —                         | —                              | —                           | —                           | —                            |
| 2012  | 2e tour (1/16) A. Kudryavtsev | F. Čermák F. Polášek           | 1/8 de finale D. Istomin    | O. Marach H. Zeballos     | 1/8 de finale D. Istomin       | J. Melzer P. Petzschner     | 1er tour (1/32) D. Istomin  | J. Erlich Andy Ram           |
| 2013  | 1er tour (1/32) D. Istomin    | J. Benneteau É. Roger-Vasselin | 2e tour (1/16) D. Istomin   | T. C. Huey D. Inglot      | 1er tour (1/32) D. Istomin     | R. Lindstedt D. Nestor      | 2e tour (1/16) N. Davydenko | R. Bopanna É. Roger-Vasselin |
| 2014  | 1er tour (1/32) D. Istomin    | J. Benneteau É. Roger-Vasselin | 1er tour (1/32) F. Čermák   | J. Erlich M. Melo         | 1er tour (1/32) F. Čermák      | R. Bopanna A.-U.-H. Qureshi | 1er tour (1/32) P. Marx     | Robin Haase I. Sijsling      |
| 2015  | —                             | —                              | —                           | —                         | —                              | —                           | —                           | —                            |
| 2016  | 2e tour (1/16) M. Middelkoop  | Pablo Cuevas M. Granollers     | 1er tour (1/32) M. Jaziri   | J. Knowle F. Mayer        | —                              | —                           | —                           | —                            |
| 2017  | —                             | —                              | 2e tour (1/16) K. Khachanov | Jamie Murray Bruno Soares | 1er tour (1/32) J. Cerretani   | Julio Peralta H. Zeballos   | 2e tour (1/16) D. Medvedev  | H. Kontinen John Peers       |
| 2018  | 1er tour (1/32) Andrey Rublev | Max Purcell Luke Saville       |                             |                           |                                |                             |                             |                              |

N.B. : le nom du ou de la partenaire se trouve sous le résultat ; le nom des ultimes adversaires se trouve à droite.

### En double mixte
| Année | Open d'Australie | Open d'Australie | Internationaux de France | Internationaux de France | Wimbledon                    | Wimbledon                   | US Open | US Open |
| ----- | ---------------- | ---------------- | ------------------------ | ------------------------ | ---------------------------- | --------------------------- | ------- | ------- |
| 2012  | —                | —                | —                        | —                        | 2e tour (1/16) G. Voskoboeva | Julia Görges Daniel Nestor  | —       | —       |
| 2013  | —                | —                | —                        | —                        | —                            | —                           | —       | —       |
| 2014  | —                | —                | —                        | —                        | 1/4 de finale An. Rodionova  | S. Stosur N. Zimonjić       | —       | —       |
| 2015  | —                | —                | —                        | —                        | —                            | —                           | —       | —       |
| 2016  | —                | —                | —                        | —                        | —                            | —                           | —       | —       |
| 2017  | —                | —                | —                        | —                        | 2e tour (1/16) An. Rodionova | B. Krejčíková Michael Venus | —       | —       |

N.B. : le nom de la partenaire se trouve sous le résultat ; le nom des ultimes adversaires se trouve à droite.

## Classement ATP en fin de saison
| Année          | 2000 | 2001 | 2002 | 2003 | 2004 | 2005 | 2006 | 2007 | 2008 | 2009 | 2010 | 2011 | 2012 | 2013 | 2014 | 2015 | 2016 | 2017 |
| Rang en double | 734  | 270  | 176  | 231  | 511  | 775  | 401  | 192  | 105  | 113  | 113  | 73   | 57   | 75   | 149  | 63   | 90   | 95   |

Source : (en) Classements de Mikhail Elgin sur le site officiel de la Fédération internationale de tennis